# 大基茨貝格山

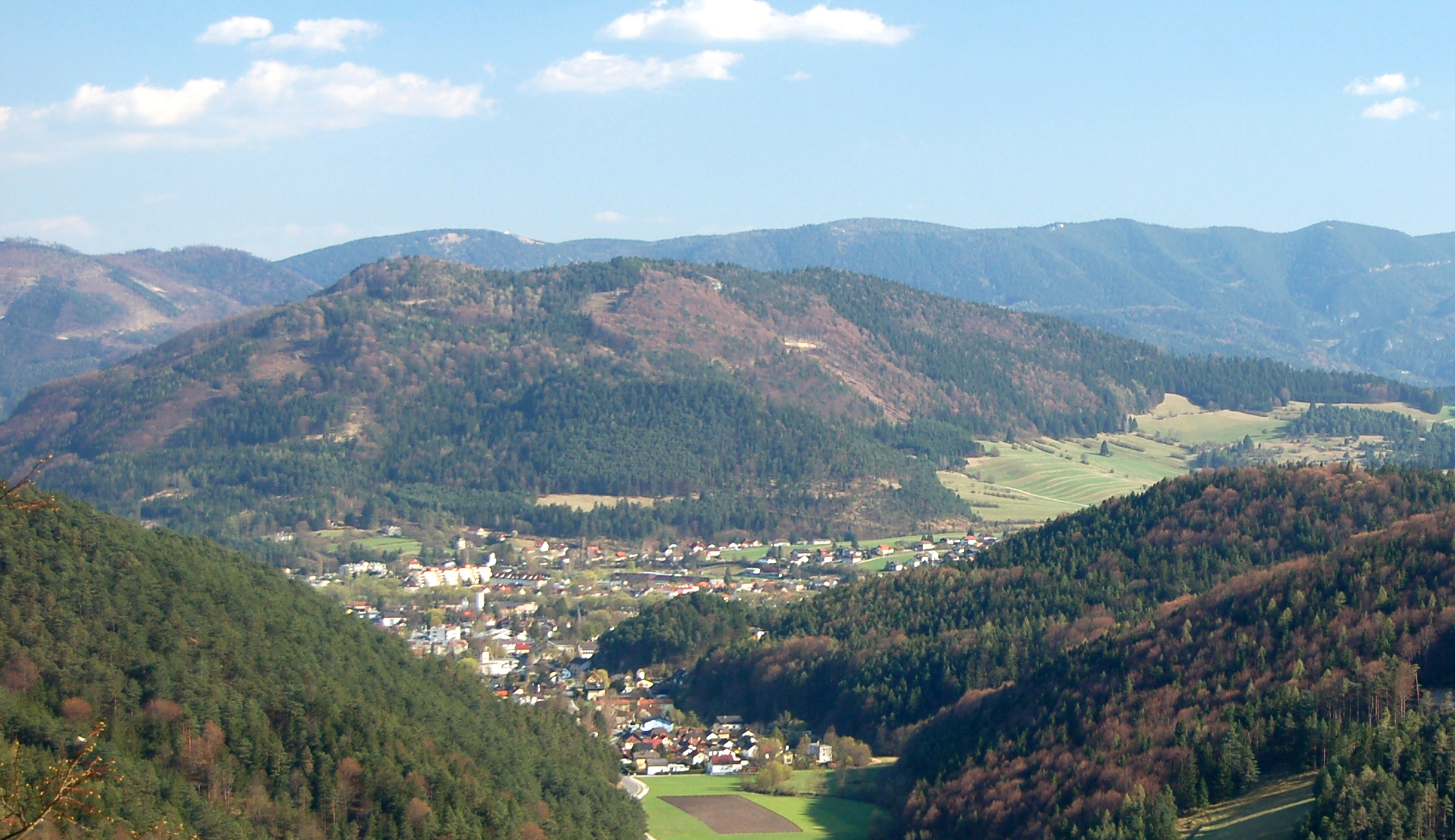

47°53′3″N 15°58′42″E / 47.88417°N 15.97833°E
大基茨貝格山（德語：Großer Kitzberg），是奧地利的山峰，位於該國東北部，由下奧地利州負責管轄，屬於古滕施泰因阿爾卑斯山脈的一部分，海拔高度771米，每年平均降雨量1,074毫米。